# 伊万·巴格拉米扬
伊万·赫里斯托福罗维奇·巴格拉米扬(I)（或称霍夫汉内斯·哈恰图罗维奇·巴格拉米扬；拉丁化： 1897年12月2日—1982年9月21日），亚美尼亚族，蘇聯亞美尼亞蘇維埃社會主義共和國陸軍總司令、蘇聯元帥。1941年加入苏联共产党（布尔什维克）。在第二次世界大戰時期，他是第一位非斯拉夫民族將軍成為蘇聯方面军司令員，也是數位蘇聯亞美尼亞族將軍裡擔任歷練最多指揮官職位將官，也是當時15位蘇聯亞美尼亞將軍裡唯一苏軍元帥；他的同村同族同乡巴巴贾尼扬后任苏联装甲兵主帅（相当于大将）。苏德战争时期，巴格拉米楊曾指揮波罗的海第1方面军。
戰後，巴格拉米楊擔任拉脫維亞與亞美尼亞最高蘇維埃代表、蘇聯最高苏维埃代表。1952年，他成為蘇聯共產黨中央候补委员。1961年，他当选党的中央委員。由於巴格拉米楊在戰時有所貢獻，令其在蘇聯全国與亞美尼亞均贏得了廣泛的尊重与讚揚。

## 早年
出生于沙俄帝国南高加索阿塞拜疆沙姆基尔区的一个亚美尼亚族村庄恰尔达赫雷的贫苦农民家庭。
巴格拉米扬的父亲哈恰图罗（Khachatur）靠自学在附近的伊丽莎白堡铁路车站谋到了工作，母亲Mariam出身铁匠家庭，在家照顾7个孩子。父亲没有能力送他进入文理中学，巴格拉米扬在1910年离开恰尔达赫雷村去伊丽莎白堡新设立的二年制学校就读。1912年毕业后，追随父兄的职业道路，进入第比利斯三年制铁路职业技术学校学习。以荣誉学生身份毕业。在铁路上工作几个月后，他预期成为铁路工程师的职业梦想被第一次世界大战征召入伍打破。
巴格拉米扬元帅的七个弟弟之一的阿列克塞·巴格拉米扬在南高加索建立苏维埃政权后成为恰尔达赫雷村团支部书记，办识字夜校、村俱乐部。1924年新年后，阿列克塞·巴格拉米扬升为区团委书记，巴巴贾尼扬继任恰尔达赫雷村团支部书记。1925年夏天，区团委书记的阿列克塞·巴格拉米扬通过亚美尼亚共青团中央推荐巴巴贾尼扬到设在埃里温的亚美尼亚步兵学校就读，巴巴贾尼扬走上从军之路，在苏德战争期间历任集团军作战处副处长、步兵团团长、机械化旅旅长、近卫坦克军军长，1969年任苏联装甲坦克兵主任。1975年晋升苏联装甲坦克兵主帅军衔。

## 第一次世界大战

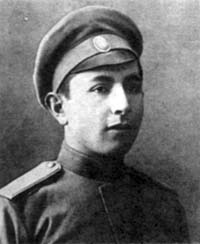
1916年被征召入伍后的巴格拉米扬。

巴格拉米扬在一战爆发初期就熟知高加索战线的军事形势。1914-1915年冬季，沙俄陆军在薩勒卡默什保卫战中击败了奥斯曼土耳其的进攻。巴格拉米扬从他的跨境居住的亚美尼亚族亲戚的书信中知道了奥斯曼土耳其发动的亚美尼亚种族大屠杀的悲惨细节。巴格拉米扬的志愿入伍请求没有被批准，因为他年仅17岁，还是铁路机械专业的学生。巴格拉米扬后来回忆：“我的位置应在前线”。
1915年9月16日，巴格拉米扬以志愿兵身份，加入沙俄陆军第116预备营，派往阿哈爾齊赫接受基础训练。1915年12月分配到沙俄高加索集团军的高加索边境第2团, 参加了从波斯驱逐奥斯曼土耳其的战争。巴格拉米扬在阿薩達巴德, 哈马丹以及克尔曼沙赫经历了战斗胜利。
在学习如何运用建制体系内人力时，团参谋长Pavel Melik-Shahnazaryan将军建议巴格拉米扬报考第比利斯的准尉军事学校.但入学标准要求有文理中学文凭，巴格拉米扬在阿爾馬維爾获得了文理中学文凭后，1917年2月13日入读准尉军校。1917年6月毕业后分入在爾米亞湖的亚美尼亚第三步兵团。十月革命后，他所在的部队复员。
1918年亞美尼亞民主共和國成立，巴格拉米扬征召入伍在亚美尼亚第三团服役。1918年3月3日，奥斯曼土耳其与苏俄签署了布列斯特-立陶夫斯克條約。1918年4月1日， 巴格拉米扬调入亚美尼亚第一骑兵团，与试图消灭残余的亚美尼亚的奥斯曼土耳其第3集团军在Karaurgan, 薩勒卡默什与卡尔斯省展开战斗.巴格拉米扬参加了著名的1918年5月萨达拉巴战役,此战亚美尼亚残胜。出于对亚美尼亚令人绝望的社会与政治局势的不满，1920年5月巴格拉米扬参加了布尔什维克在亚历山德罗波尔发动的五月起义，失败后起义领导人就义，巴格拉米扬被判处监禁，送往土耳其-亚美尼亚战争的前线惩戒营。1920年12月，苏俄红军第11集团军接收了亚美尼亚，亞美尼亞民主共和國军队解散，巴格拉米扬加入红军第11集团军任骑兵团团长。

## 大战之间

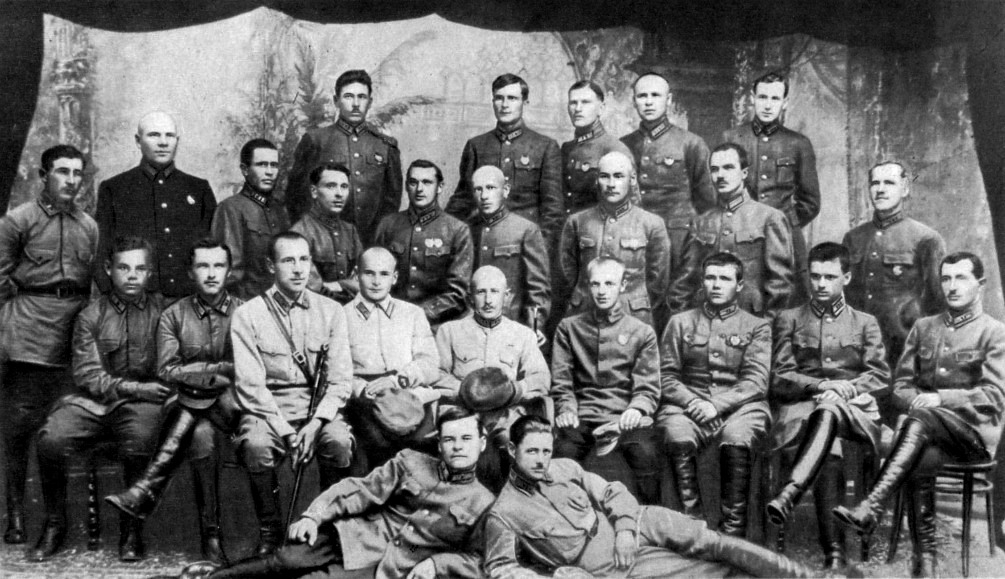
列宁格勒高等骑兵学校指挥员训练班1924/25级学员合影，前排就座由右至左第一位即巴格拉米扬。

亚美尼亚加入苏联后，社会转为安定。巴格拉米扬开始追求他从20岁时就仰慕的女性Tamara Hamayakovna. 塔玛拉当时居住在纳希切万，她的丈夫是亚美尼亚军官，在土耳其-亚美尼亚战争中阵亡，留下了遗腹子莫夫谢斯（Movses）. 巴格拉米扬与塔玛拉于1922年底结婚，抚养莫夫谢斯长大成人后成为画家；巴格拉米扬与塔玛拉的女儿玛格丽特（Margarit）后来成为一名医生。塔玛拉于1973年去世。
1920年12月，任红军第11集团军骑兵团骑兵第1连连长。1921年9月，任格鲁吉亚苏维埃社会主义共和国的亚美尼亚军事委员会书记，参与平叛战斗。1923年12月至1931年，巴格拉米扬任亚美尼亚步兵师所属亚历山德罗波尔骑兵团团长。1924年8月-1925年7月在列宁格勒高等骑兵学校指挥员训练班学习，与后来成为二战元帅的朱可夫、罗科索夫斯基、叶廖缅科是同班同学。高等骑兵学校的领导人是国内战争时期契尔沃哥萨克
骑兵第8师师长普里马科夫。不久著名的骑兵理论家米哈伊尔·亚历山德罗维奇·巴托尔斯基接任校长兼指挥员训练班班主任。1925年夏天巴托尔斯基直接领导训练班进行野外战术训练。
1931年完成列宁格勒高等骑兵学校高级首长进修函授课程，进入伏龙芝军事学院学习，1934年毕业后任基辅军区骑兵第5师参谋长。1935年11月29日授予上校军衔。1936年10月伏龙芝军事学院战役系改为苏军总参谋部军事学院，巴格拉米扬进入第一期学习，同班同学有华西列夫斯基、瓦图京、戈沃罗夫、扎哈罗夫、安东诺夫等后来的苏联元帅或大将。1938年10月毕业后,留校任高级高级兵团战术教研室主任教员。
1940年，巴格拉米扬给基辅特别军区司令员朱可夫大将写信要求调往野战部队。1940年9月巴格拉米扬调任基辅特别军区属下的苏联陆军第12集团军作战处长，上校军衔。巴格拉米扬的学术论文《现代进攻作战的行动》获得朱可夫的肯定，1940年11月提拔为基辅特别军区司令部副参谋长、作战部长。

## 第二次世界大戰

### 烏克蘭
1941年6月，納粹德國破壞《德蘇互不侵犯條約》，對蘇聯發動巴巴羅薩作戰。与大多数苏军边防部队面对攻击猝不及防相比，作为军区司令部作战处长的巴格拉米扬與其上司基辅特别军区司令员基尔波诺斯上將从一开始就相信德军的入侵是不可避免的。然而基尔波诺斯上將忽略了巴格拉米扬关于防範德軍会像1939年对波兰和1940年对西欧的行动那样，採取閃電戰攻擊蘇聯的观点。自1939年冬天起，巴格拉米扬開始研究蘇聯紅軍如何防御德軍自西邊对烏克蘭的進攻，该作戰計劃经过数次大幅修改后在1940年5月10日(德軍攻蘇前一個月)被批准。
6月22日早晨，他奉命率領軍隊轉移陣地到捷尔诺波尔，當他的部隊通過靠近布罗德的苏联空軍機場時，德軍戰鬥機開始臨空摧毀機場，數小時後，他們抵达捷尔诺波尔，但遭到德國空軍两次襲擊。德軍入侵蘇聯开始三天后，巴格拉米扬设想的防御计划得以实施，但是此时部队大多已经因为突然袭击而陷入混乱，反击行动也随之崩潰。巴格拉米扬参加了与德軍在烏克蘭西部的坦克大会戰以及基輔戰役，這場戰役中他的上司米哈伊爾·彼得羅維奇·基爾波諾斯上將阵亡，巴格拉米扬則是此战中逃出德軍包圍圈的少數苏军高级军官之一。
巴格拉米扬隨後得到元帥鐵木辛哥賞識，指派他擔任鐵木辛哥部隊參謀長，並且在稍後羅斯托夫戰役與當時擔任部隊政委、日後是蘇聯共產黨第一書記的赫魯雪夫認識且並肩作戰，赫魯雪夫在他回憶錄裡非常讚揚巴格拉米扬."
赫魯雪夫把這些注重戰場數據的報告要求謝苗·布瓊尼一戰老元帥也需做到，並匯報給莫斯科當局STAVKA參謀總部，都是受到巴格拉米扬參謀作為影響 他還常說，參謀官需至戰場領軍作戰經歷更佳，布瓊尼老元帥也對巴格拉米扬這位年輕將軍贊賞，"巴格拉米扬參謀報告能得到當時莫斯科信任並非易事，因為蘇聯前線敗仗連連導致蘇聯共產黨總書記史達林也責怪大部份紅軍將軍是「半個敵軍」不肯輕信，卻只有他被例外深信不疑"
巴格拉米扬在反擊德軍有思索出兩套作戰謀略，12月蘇聯紅軍終於反敗為勝的莫斯科戰役就是他研發謀略，也因此戰功他晉升為中將同月份，他被蘇聯紅軍委派督導三個方面军(超過百萬兵力)作戰的重責大任:南方面軍、西南方面軍及布良斯克方面軍。1942年三月，他及政委赫魯雪夫、元帥鐵木辛哥三人帶著新想出來的「抗戰計劃」到莫斯科向史達林匯總報告，那就是著名的烏克蘭作戰方案：卡爾可夫戰役(後來德蘇出動數百萬大軍反覆爭奪此區四次，戰鬥非常慘烈)史達林非常嘉許他並予同意實施，4月8日晉升巴格拉米扬為「西南方前線參謀長」，1942年5月12日，西南方前線蘇聯紅軍發動「第二次卡爾可夫戰役」攻擊當地德軍卻失敗，敗在蘇聯紅軍負責主攻的部隊是自巴爾文科夫這地區抽調出來，但是巴爾文科夫是德軍設置包圍圈即將收套的戰場，巴尔文科沃紅軍連續作戰過累且腹背受敵，導致戰敗。
當紅軍起先勝利在望的「第二次哈爾科夫戰役」，此時他們已經自我發現大勢不妙：紅軍踏入德軍設計包圍圈且即將在巴尔文科沃地區收網合圍；5月18日巴格拉米扬要求谢苗·康斯坦丁诺维奇·铁木辛哥元帥應該緊急修改原訂作戰計劃，但是鐵木伸哥認為史達林對原議沒有意見，所以他也拒絕修改。導致蘇聯紅軍此仗慘敗，失去紅軍第6集团军全部，及第9集团、第57集团(接近18–20師，約有25萬紅軍)佔了西南方前線戰區大部份兵力，6月28日蘇聯參謀總部調離巴格拉米扬「西南戰區參謀長」職務，根據赫魯雪夫描述，巴格拉米扬在此戰結束後收到紅軍損失這麼多兵力惡耗後精神倍遭打擊，"他的眼淚潰堤般湧出，號啕大哭...他為紅軍弟兄而哭泣."負起戰敗責任及參謀謀略失算，他被降調為蘇聯紅軍第28集团军參謀長.數天後，他寫信給史達林請求派給他在戰場上將功補罪的機會。."英國軍事歷史學者John Erickson認為巴格拉米扬是為史達林犯的錯代受罪。

### 紅軍第16集团军
之前他從未率領一個「軍」單位作戰，這次他為自己爭取到率領一個「集团军」單位於西方面軍下指揮作戰，朱可夫元帥特別也對巴格拉米扬在謀略方面的才華印象深刻，朱可夫元帥要求參謀總部將巴格拉米扬調派當他麾下紅軍第16集团军司令，替換原先固守布良斯克前線戰區康斯坦丁·罗科索夫斯基將軍；7月31日蘇聯紅軍發動反攻，目標是把之前已經攻佔到首都莫斯科附近伏爾加河的德軍擊退，這是蘇軍在西部俄羅斯發動熱澤夫戰役的延續；接著兩個星期，蘇聯紅軍如作戰規劃取得勝利光復大批失土，8月11日起，德軍為阻蘇軍凌厲攻勢，便在西部俄羅斯南側謀略發動牽制作戰，德軍先擊敗當地駐守紅軍第16集团军、接著又擊敗紅軍第61集团军，德軍7月發動這場攻勢作戰讓蘇軍又失守不少戰區南側領土。由於德軍7月這場攻勢已經威脅到蘇聯南方防線，朱可夫元帥令巴格拉米扬速率軍救援上述兩個戰敗紅軍集团军；巴格拉米扬也以運動戰反擊德軍運動戰，終於在9月9日起擊退德軍再立戰功。
這時候蘇聯「東方防線戰區」幾乎所有焦點都聚集在史達林格勒攻防戰，以及德軍試圖穿過史達林格勒把大軍推攻至更南的高加索地區；蘇聯紅軍第16集团军也等不及休息至1943年二月就已經開拔作戰，此時德軍第6集團軍在史達林格勒已經被紅軍包圍，紅軍第16集团军也是包圍作戰建功部隊之一，它是由蘇聯4個師與1個旅組成軍團，此時又發動明快新攻勢；巴格拉米扬軍團因為屢建戰功，又得到兩個編制師、一個旅、4坦克旅，以及許多炮兵團兵力擴編為獎勵。蘇聯紅軍第16集团军經擴編後就研自布里昂斯克市起，沿著「蘇聯西區防線戰區」及「布里昂斯克防線戰區」優異地擔負起抗擊德軍作戰重任，也由於第16集团军的努力及戰鬥輝煌勝戰紀錄來看，別名稱呼為近卫第11集团军榮譽當之無愧。

### 庫爾斯克
在史達林標誌讚譽的蘇德戰爭反敗為勝的轉捩點庫爾斯克的這場戰事，德軍特別重新整編於1943年夏天於蘇俄庫爾斯克發動這場著名戰役；德軍高層調派能征慣戰多年精銳部隊到這裡肆虐毀滅攻擊導致惡名昭彰，包括德軍第9集团军與第4装甲集团军（内有黨衛軍第2裝甲軍和第48装甲军）及肯普夫集团军级战役集群，在库尔斯克的两个苏联方面军司令部(STAVKA)早已先行聞訊德軍這驚人的戰事發動，也迅令紅軍朝德軍防線科泽利斯克這座小鎮猛攻，因為這將壓迫德軍侵蘇中路方面所有德軍驚恐，德軍侵蘇中央集團軍群勢必全力朝此反擊固守，來打亂減緩德軍早先主動攻勢佈局：紅軍此攻勢作為，會把德軍「中央防線」擊破拉出一個長達75哩的缺口，此缺口若再擴大勢必讓德軍中防線全線崩潰並且阻擋德軍援軍來救之路，紅軍此反擊若是成功，彷彿1942年史達林格勒攻防戰大勝利將在此重演；可是巴格拉米扬反對採用「包圍戰」；他的異議是對的。
巴格拉米扬第11近卫集团军被附予攻擊作戰任務，上級還另外加派3個步兵師與2個坦克軍增援他，共計15個師兵力，巴格拉米扬批評紅軍總參謀部想再來一次像Uranus包圍戰成功包圍德軍的策略過於大膽冒險，他要求不能過度拉大他率領的紅軍包圍圈包縮聚在博尔霍夫的德軍，那反而會被德軍趁縫突圍溜走，以免年前「第二次卡爾可夫戰役」紅軍轉勝為敗情形發生，他堅持要求：布良斯克前線紅軍第61集团军應該增援紅軍第11近卫集团军棄打「包圍戰」，改打「攻堅戰」共同消滅博尔霍夫地區的德軍，因此免除紅軍第9集团军在北方的包圍作戰任務他懇請他的上級西方面军司令索科洛夫斯基與 布良斯克方面军司令波波夫兩位上將但是他們都拒絕他的謀略；四月紅軍地方戰區司令部奉莫斯科軍令，取消兩位上將的原先「包圍戰」作戰計劃，改派援軍給巴格拉米扬準備「攻堅硬戰」軍需準備，史達林最後也支持准巴格拉米扬所擬作戰謀略。巴格拉米扬上司給他20天讓紅軍第11集团军備戰，5月24日他回覆已經完成備戰，共計他領軍團兵力有：135,000兵力、280輛裝甲運兵坦克、2,700門炮、數百架軍機支援空投物資 但是史達林後來又認為更遠戰線德軍正敗戰中，乃調派別支軍隊先攻打遠方虛弱德軍，巴格拉米楊所擬在這裡作戰計劃因此放緩停滯.
1943年7月5日經過幾個月的遲延未戰，德軍發動代號「城堡軍事行動」(等不及紅軍攻擊，德軍先攻擊庫爾斯克，最初因為紅軍前線防守有備導致德軍攻擊不利，把握德軍失利戰機，在7月12日巴格拉米扬部隊發動代號庫圖佐夫行動，迅速突破德軍防禦，至7月18日共突破45哩(72公里)到7月28日，戰事圓滿勝利，他也因此升級為上將；到下個月，他發動紅軍大規模坦克部隊作戰有效擊敗德軍猛攻，並迫使德軍殘兵被動防禦，無力再主導發動作戰(另外，因為盟軍此時已經登陸義大利，德軍參謀本部令抽調此區德軍至義大利防禦，導致德軍戰力衰退不足致敗；並非皆巴格拉米扬一人戰功所致)。

### 波羅的海
1943年11月，巴格拉米扬任波罗的海沿岸第1方面军司令。任职伊始，即实施了歼灭威胁其方面军右翼的敌戈罗多克集团的战役，围歼了敌人数个兵团，改善了方面军部队对维捷布斯克德军集团的战役态势。后在进行1944年白俄罗斯战役时，方面军利用这一战果，突破德军防御，从行进间强渡西德维纳河，协同白俄罗斯第3方面军所属兵团围歼了德军维捷布斯克集团。因方面军部队在白俄罗斯战役中的辉煌战果和表现的勇敢精神，巴格拉米扬被授予苏联英雄称号。在尔后的继续进攻中，波罗的海沿岸第1方面军又进抵波罗的海沿岸地区，以强击攻占了德军重要支撑点希奥利艾城，同时方面军右翼兵团前出至里加湾沿岸地带。1944年10月，方面军向梅梅尔方向突击，进抵波罗的海沿岸一带，切断了德军“北方”集团军群30多个师与东普鲁士的联系。
在1945年1—4月的东普鲁士战役中，巴格拉米扬发挥了显著作用。他参加该战役时，先后任波罗的海沿岸第1方面军司令、白俄罗斯第3方面军副司令兼泽姆兰德军队集群司令(因波罗的海沿岸第1方面军1945年2月24日改编为白俄罗斯第3方面军泽姆兰德军队集群)。1945年4月19日任白俄罗斯第3方面军司令。

## 戰後
战后，巴格拉米扬先后任波罗的海沿岸军区司令(1945—1954)、国防部总监察长(1954—1955)、国防部副部长(1955—1956)、苏军总参谋部军事学院院长(1956—1958)、苏联国防部副部长兼武装力量后勤部长(1958—1968)。工作中，他广泛而全面地运用所积累的指挥工作和司令部工作的经验。1968年起任苏联国防部总监组总监，从事大量的军事科学工作。撰有不少著作。1952年起为苏共中央候补委员，1961年起为中央委员。是苏联第二——九届最高苏维埃代表。
1973年妻子去世后，巴格拉米扬从莫斯科市区公寓搬到郊外的别墅直至逝世。

## 荣誉
巴格拉米扬生前荣获苏联英雄金星奖章两枚，列宁勋章6枚，十月革命勋章1枚，红旗勋章3枚，一级苏沃洛夫勋章2枚，一级库图佐夫勋章和三级“在苏联武装力量中为祖国服务”勋章各1枚，奖章多枚，镌名荣誉武器1件，外国勋章、奖章多枚。

## 著作
1. 《苏联武装力量的战斗传统是教育劳动者的强大工具》，莫斯科1965年版
2. 《第聂伯河上的军人城》，莫斯科1965年版
3. 《苏联人民的伟大胜利》，莫斯科1970年版
4. 《战争是这样开始的》，莫斯科1971年版。描写战争爆发后的头187天，巴格拉米扬任副参谋长兼作战部长的西南方面军的战斗历程。
5. 《在伟大胜利的道路上》，莫斯科1975年版

## 家人
- 妻子Tamara Hamayakovna（-1973）.巴格拉米扬与塔玛拉于1922年底结婚
- 继长子莫夫谢斯Movses（1921-），画家
- 女儿玛格丽特（Margarit）,医生。
- 孙子伊万·巴格拉米扬（1948-），莫斯科国际关系学院国际经济系毕业。
- 孙女卡琳娜·巴格拉米扬，莫斯科军事外语学院（俄语：Военно-дипломатическая академия）毕业，在一所军校教授西班牙语，上校军衔退休，收藏巴格拉米扬元帅的大量亲笔手稿。[39]

## 巴格拉米扬营
阿布哈茲戰爭期间，阿布哈兹境内的亚美尼亚族居民组建了巴格拉米扬营站在阿布哈兹政府与俄罗斯政府一边，积极参加反对格鲁吉亚军事统治的战斗。1993年2月，以巴格拉米扬元帅命名的摩托化步兵营在加格拉成立，由Vagharshak Kosyan指挥。随着参加过纳戈尔诺-卡拉巴赫战争的亚美尼亚人老兵在加格拉组建了第二个营，共有1500名亚美尼亚人参加巴格拉米扬营（占阿布哈兹军事力量的四分之一），242人阵亡，20人获得“阿布哈兹英雄”称号。1993年2月25日，该营率先突入苏呼米，夺取阿布哈兹政府大楼。时任阿布哈兹总统的弗拉季斯拉夫·阿尔金巴称该营非常有纪律、有组织、有执行力。1994年随着维和人员的入住，该营撤销。